# プブリウス・デキウス・ムス (紀元前312年の執政官)
プブリウス・デキウス・ムス（ラテン語: Publius Decius Mus、生年不詳 - 紀元前295年没）は共和政ローマの紀元前4世紀後半から紀元前3世紀初頭にかけての政治家・将軍である。第一次サムニウム戦争で活躍した同名の父の子であり、同名の子はエピロス王ピュロスと戦った。

## 経歴

### 最初のコンスルシップ
第二次サムニウム戦争中の紀元前312年にデキウスはマルクス・ウァレリウス・マクシムス・コッリヌスと共に執政官職に就いた。リウィウスによれば、デキウスは病気のためにローマに残り、彼の同僚が戦争を指揮した。しかし、エトルリア人との戦争の不安のため、いざという時のためにデキウスは元老院の希望で独裁官にガイウス・ユニウス・ブブルクス・ブルトゥスを指名したとしている、しかしカピトリヌスのファスティによればこの年の独裁官はガイウス・スルピキウス・ロングスである。
一方アウレリウス・ウィクトルは逆に、デキウスは最初の執政官職の時にサムニウム人との戦争に勝利して凱旋式を挙げ、ケレース神に戦利品を奉納したと伝えている。しかし、凱旋式のファスティによると、この年挙行したのはウァレリウスの方である。

### 二度目のコンスルシップ
紀元前310年、デキウスは独裁官ルキウス・パピリウス・クルソルの下でサムニウム戦争においてレガトゥスとして働き、紀元前308年に再び執政官（同僚はクィントゥス・ファビウス・マクシムス・ルリアヌス）となった。この時はファビウスがサムニウム人、デキウスがエトルリア人との戦争を担当した。この時デキウスはエトルリア人との1年の休戦に反対した。

### 中間キャリア
紀元前306年、その年の独裁官プブリウス・コルネリウス・スキピオ・バルバトゥスの下で副官に任命され、紀元前304年にはクィントゥス・ファビウス・マクシムス・ルリアヌスと共にケンソルになった。紀元前312年にケンソルを務めたカエクスがローマ全土のトリブス（選挙区）に登録していた解放奴隷を、ローマ市内の4つのトリブスだけに登録しなおした。また7月のディオスクーロイの祭りの際に行われる騎馬行列も彼らが始めたと伝えられている。
紀元前300年には神官職をプレブスに開放するオグルニウス法を支持し、神祇官に追加された最初のプレブスの一人となった。キケロは、デキウスと同時代のプレブスの有力者であるガイウス・ファブリキウス・ルスキヌス、マニウス・クリウス・デンタトゥス、そしてこのオグルニウス法のおかげで初めてプレブス出身の最高神祇官となったティベリウス・コルンカニウスとの友誼を伝えている。

### 三度目のコンスルシップ
紀元前297年にデキウスは三度目の執政官（同僚は再びファビウス）となり、共に第三次サムニウム戦争を戦った。彼らは別々に進撃し、デキウスはアプリア人をマレウェントゥム近くで破った。翌紀元前296年にはプロコンスルとしてサムニウムで戦い続け、3つの都市を落とした。

### 四度目のコンスルシップ
紀元前295年にデキウスはまたしてもファビウスを同僚として四度目の執政官となった。その時ローマはガリア人、サムウム人、ウンブリア人、そしてエトルリア人の反ローマの共同戦線の脅威を受けており、サムニウムにいたデキウスは同僚を援助するためにエトルリアへと向った。ガリア・サムニウム連合軍とのセンティヌムの戦いでは左翼を指揮し、デキウスは自分の部隊がガリア人の攻撃で敗走し始めると、父の例に倣い、自らと敵軍を冥府の神に捧げると誓って敵軍に突撃した。最終的に戦いはローマ軍の勝利で終わり、彼の遺体は壮麗な葬儀を受けた。

## 註
1. ↑  Broughton Vol.1, p.159.
2. 1 2  アウレリウス・ウィクトル, 27
3. ↑  Broughton Vol.1, p.167.
4. ↑  リウィウス『ローマ建国史』9.46.14-15
5. ↑  キケロ、老年, 42.